# Wiesenburg (Wildenfels)
Wiesenburg war bis 1999  eine selbstständige Gemeinde mit den Ortsteilen Wiesenburg, Wiesen und Schönau. Sie gehören heute zur Stadt  Wildenfels im Landkreis Zwickau.

## Geographische Lage
Wiesenburg und Wiesen liegen am linken Ufer der Zwickauer Mulde. Schönau befindet sich rechterhand der Zwickauer Mulde in einem Seitental in Richtung Wildenfels.

### Eingemeindungen
Wiesen wurde 1961 eingemeindet. Schönau kam im Jahre 1974 zu Wiesenburg. Seit 1999 gehören die Orte zur Stadt Wildenfels.

## Geschichte
Wiesenburg war mit der 1251 erstmals erwähnten Burg Wiesenburg Stammsitz der Herrschaft Wiesenburg und somit wie der Nachbarort Wildenfels Sitz einer Herrschaft. Wiesen gehörte ebenfalls zur Herrschaft Wiesenburg. Von 1663 bis 1724 war das Amt Wiesenburg an die Herzöge von Holstein-Sonderburg verlehnt. Am 14. Juni 1676 heiratete Herzog Moritz von Sachsen-Zeitz in Wiesenburg in dritter Ehe Sophie Elisabeth von Schleswig-Holstein-Sonderburg-Wiesenburg, die Tochter des Herzogs Philipp Ludwig von Schleswig-Holstein-Sonderburg-Wiesenburg aus dessen Ehe mit Anna Margarete von Hessen-Homburg. Diese Ehe blieb allerdings kinderlos.
1843 wurde der Sitz des Amts Wiesenburg nach Kirchberg verlegt. 1856 kamen beide Orte zum Gerichtsamt Kirchberg und 1875 zur Amtshauptmannschaft Zwickau, dessen Nachfolger die Landkreise Zwickauer Land und Zwickau waren. Wiesen wurde 1961 nach Wiesenburg eingemeindet.
Schönau wurde erstmals 1322 erwähnt und gehörte anteilig zum Amt Wiesenburg, zur Herrschaft Wildenfels und zum schönburgischen Amt Hartenstein. Es kam erst 1880 vollständig zur Amtshauptmannschaft Zwickau und später zum Landkreis Zwickau. Im Jahre 1974 wurde Schönau nach Wiesenburg eingemeindet.
Seit 1999 gehört Wiesenburg und seine Ortsteile zu Wildenfels. Nicht ganz so reibungslos ging dieser Gemeindezusammenschluss vonstatten. Am 14. Mai 1998 fassten die Bürgermeister von Wiesenburg sowie der angrenzenden Gemeinde Silberstraße die Vereinbarung über den Zusammenschluss beider Gemeinden. Dem entgegen standen die Vorgaben aus dem Entwurf der Gemeindegebietsreform der sächsischen Staatsregierung, gegen den geklagt wurde. Am 25. August 1999 verwarf der Verfassungsgerichtshof des Freistaates Sachsen die Klage Wiesenburgs, wodurch der Gemeindezusammenschluss mit Wildenfels rechtskräftig wurde.

## Sehenswürdigkeiten
- Die Burg Wiesenburg wurde erstmals 1251 erwähnt und war einst Herrschaftssitz der gleichnamigen Herrschaft. Sie ist in Privatbesitz und nicht öffentlich zugänglich.
- Die Niedere Mühle in Schönau ist Teil der Sächsischen Mühlenstraße.
- Von der 1533 erstmals erwähnten Kalkgewinnung zeugt noch heute ein erhaltener Hochofen zum Kalkbrennen im Ortsteil Schönau.
- St. Rochus-Kirche im Ortsteil Schönau mit Figuren von Peter Breuer.

### Öffentliche Einrichtungen
- Asklepios Fachklinikum Wiesen (Fachkrankenhaus für Psychiatrie und Psychotherapie)

### Religion
Zur ev.-luth. Rochusgemeinde Schönau gehören neben den drei Ortsteilen Schönau, Wiesenburg und Wiesen die Nachbarorte  Grünau und Silberstraße. Seit 2001 unterhält die Kirchgemeinde ein Schwesternkirchverhältnis mit den Gemeinden in Wildenfels, Härtensdorf und Zschocken.

## Verkehr

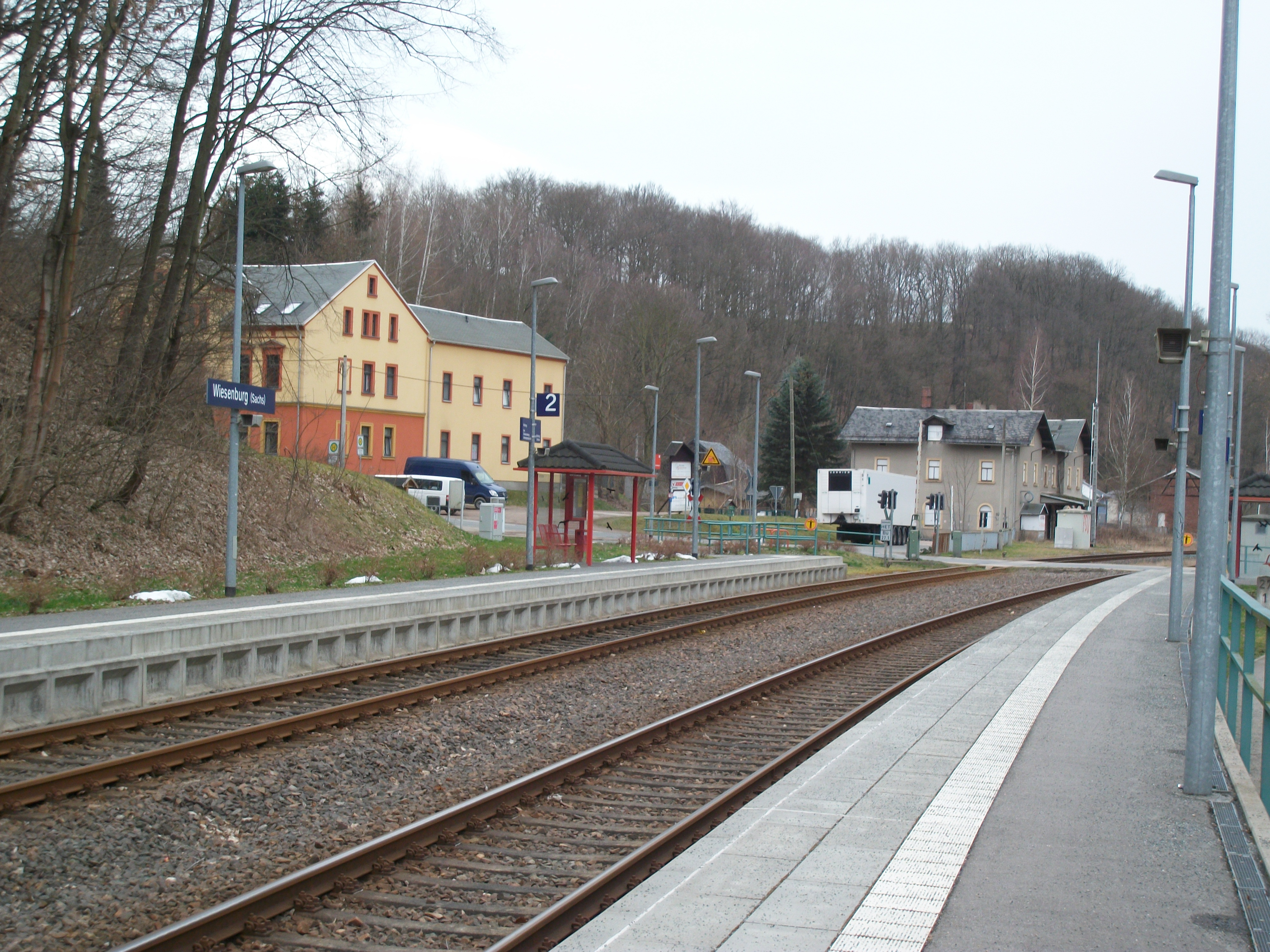
Bahnhof Wiesenburg (neu), ehemaliges Gebäude im Hintergrund (2016)

Durch Wiesen verläuft die Silberstraße (Bundesstraße 93) von Zwickau nach Schneeberg. In Wiesenburg gibt es einen neu gestalteten Haltepunkt der DB Erzgebirgsbahn der Bahnstrecke Zwickau–Schwarzenberg.